# 歯根破折
歯根破折（　）とは、歯の根の部分にひびや割れが生じる現象を指します。
主に外傷や噛み合わせの強い力、歯ぎしりなどが原因となります。
歯根破折は自覚症状が少ない場合も多く、歯茎からの膿や歯の動揺、噛む際の痛みなどで気づかれることが一般的です。
診断方法として、レントゲンやCT検査が用いられ、破折の程度や位置に応じて治療方針が決定されます。軽度の場合は保存治療が可能な場合もありますが、進行している場合は抜歯が必要となることがあります。
予防としては、定期的な歯科検診や、過剰な力が加わらないよう噛み合わせの調整が重要です。また、治療後のメンテナンスを行うことで再発を防ぐことが期待されます。
歯根破折は早期発見・早期治療が予後に大きな影響を与えるため、適切な診断と専門的な治療が求められます。